# Греко-итальянские отношения
Греко-итальянские отношения — двусторонние дипломатические отношения между Грецией и Италией. Государства имеют особые и прочные контакты. Современные дипломатические отношения между странами были установлены сразу после объединения Италии и в настоящее время считаются отличными. Греция и Италия сотрудничают в сферах энергетики, безопасности, культуры и туризма и являются основными торговыми партнерами как в экспорте, так и в импорте.
Государства имеют общие политические взгляды на политические процессы на Балканах, в регионе и мире и являются ведущими сторонниками интеграции всех балканских стран в евроатлантическую систему, а также продвигают «Повестку дня на 2014 год», которая была предложена правительством Греции в 2004 году в рамках саммита ЕС-Западные Балканы в Салониках, чтобы интегрировать страны Западных Балкан в Европейский союз к 2014 году, когда Греция и Италия приняли на себя председательство в Европейском союзе на первой и второй половине 2014 года, соответственно.
Государства являются членами Европейского союза, ООН и НАТО и сотрудничают во многих других многосторонних организациях, таких как: Организация по безопасности и сотрудничеству в Европе, Всемирная торговая организация и Союз для Средиземноморья, в то же время выступают за более тесные дипломатические отношения и сотрудничество с другими ключевыми странами, такими как США и Израиль.

## История

### XIX век
Греция (получившая независимость в 1832 году) и Италия установили дипломатические отношения в 1861 году, сразу после рисорджименто. Итальянские филэллины внесли свой вклад в обретение независимости Грецией, такие как: Винченцо Галлина, Санторре ди Санта Роза и Джузеппе Розаролл.
На протяжении XIX века итальянские филэллины продолжали поддерживать Грецию в политическом и военном отношении. Например, Риччотти Гарибальди возглавлял экспедицию добровольцев во время Первой греко-турецкой войны. Группа итальянских добровольцев во главе с греческим поэтом Лорендзосом Мавилисом воевала на греческой стороной во время Балканских войн.

### XX век
В начале 1912 года, во время Итало-турецкой войны, Италия оккупировала преимущественно греческие острова Додеканес в Эгейском море у Османской империи. После подписания соглашения Венизелоса-Титтони 1919 года Италия пообещала передать их Греции, но затем Карло Сфорца в 1920 году отказался его исполнять.
В 1913 году, после окончания Первой Балканской войны, земли Северного Эпира были переданы Греции, но Италия оспорила это решение, и по Лондонскому договору этот регион был передан Албании. Местное греческое население пришло в негодование и провозгласило Автономную Республику Северного Эпира, прежде чем она была неохотно уступлена Албании, с участием итальянских миротворческих сил до 1919 года. Италия приняла такое решение, так как не хотела, чтобы Греция контролировала обе стороны пролива Корфу. Кроме того, хотя остров Сазани был передан Греции в 1864 году, как часть островов Диапонтии-Ниси, Греция уступила этот остров получившей независимость Албании в 1914 году после давлением Италии, поскольку греки не хотели начинать войну с итальянцами. Италия заняла остров в 1920 году и удерживала его во время Второй мировой войны.
Во время Первой мировой войны Италия и Греция были союзниками и сражались против Центральных держав, но когда итальянцы узнали, что Греции была обещана земля в Анатолии на Парижской мирной конференции 1919 года, то отказывались участвовать в конференции несколько месяцев. Италия оккупировала части Анатолии, что угрожало греческой зоне оккупации и городу Смирна. Затем греческие войска были направлены в Анатолию, что послужило началом Второй греко-турецкой войне (1919—1922). Турецкие войска нанесли поражение грекам и с помощью Италии вернули утраченные территории, включая Смирну.
В 1922 году итальянские фашисты пришли к власти, они стали преследовать местных греков. В 1923 году председатель Совета министров Италии Бенито Муссолини использовал убийство итальянского генерала Энрико Теллини на албано-греческой границе в качестве предлога для бомбардировки и временного занятия пролива Корфу из-за его стратегического положения у входа в Адриатическое море.
Греческий генерал Теодорос Пангалос, правивший Грецией как диктатор в 1925-26 годах, стремился пересмотреть условия Лозаннского мирного договора 1923 года и начать реваншистскую войну против Турции. С этой целью Теодорос Пангалос искал итальянской дипломатической поддержки, так как Италия все ещё имела интересы на Анатолию, но в конечном итоге ничего из его предложений не заинтересовало Бенито Муссолини. После падения режима Теодороса Пангалоса и восстановления относительной политической стабильности в 1926 году были предприняты усилия по нормализации отношений с соседними странами Греции. С этой целью правительство Греции, особенно министр иностранных дел Андреас Михалакопулос, вновь сделало упор на улучшение отношений с Италией, что привело к подписанию торгового соглашения в ноябре 1926 года. Греко-итальянское сближение оказало положительное влияние на отношения Греции с другими балканскими странами, а после 1928 года новое правительство Элефтериоса Венизелоса продолжило этот политический курс, кульминацией чего стало подписание Договора о дружбе в Риме 23 сентября 1928 года. Бенито Муссолини поддержал подписание этого договора, поскольку это помогло в его усилиях по дипломатической изоляции Югославии от потенциальных союзников на Балканах. Предложение о заключении союза между двумя странами было отвергнуто Элефтериосом Венизелосом, но во время переговоров Бенито Муссолини лично предложил «гарантировать греческий суверенитет» над Македонией и заверил Элефтериоса Венизелоса, что в случае нападения Югославии на Салоники Италия присоединится к Греции.
В конце 1920-х — начале 1930-х Бенито Муссолини дипломатическим путем стремился создать «Балканский блок» с решающей ролью Италии, который включал бы в себя Турцию, Грецию, Болгарию и Венгрию. Элефтериос Венизелос противопоставил этому предложению подписание дипломатических соглашений между соседями Греции и учредил «ежегодную балканскую конференцию» для изучения вопросов, представляющих общий интерес, особенно экономического характера, с конечной целью создания регионального союза в какой-либо форме. Это расширение дипломатических отношений к 1934 году сделало страну устойчивой ко всем формам территориального ревизионизма. Элефтериос Венизелос ловко придерживался принципа «открытой дипломатии» и старался не оттолкнуть традиционных греческих покровителей в лице Великобритании и Франции. Подписание Соглашения о греко-итальянской дружбе положило конец дипломатической изоляции Греции и послужило началом подписания ряда двусторонних соглашений, в первую очередь Соглашения о греко-турецкой дружбе в 1930 году. Этот процесс завершился подписанием «Балканского пакта» между Грецией, Югославией, Турцией и Румынией, что противоречило политике болгарского ревизионизма.
Италия, одна из стран «оси», неудачно вторглась в Грецию во время Итало-греческой войны (1940—1941), и только благодаря вмешательству Германии странам «оси» удалось оккупировать Грецию. В 1947 году Италия уступила архипелаг Додеканес Греции в рамках мирного договора после окончания Второй мировой войны. Как следствие, большинство итальянских колонистов эмигрировали обратно в Италию. После окончания Второй мировой войны и падения фашистского режима отношения между двумя странами значительно улучшились. Многие греки, в основном левые, также нашли убежище в Италии во времена правления военной хунты. В настоящее время существуют исторические греческие общины в Италии и итальянские общины в Греции.

## Двустороннее сотрудничество
Греция является одним из основных экономических партнеров Италии, страны сотрудничают во многих областях, включая судебную, научную и образовательную, а также в развитии туризма. Между странами проводятся регулярные визиты на высоком уровне, такие как визит премьер-министра Греции Антониса Самараса в Италию в июле 2014 года. Часто устанавливаются контакты на уровне министров по различным вопросам, касающихся отдельных секторов.
Текущие проекты между странами включают строительство трубопровода Греция-Италия (который является частью трубопровода Турция-Греция-Италия (ITGI)) и Трансадриатический газопровод.

## Военное сотрудничество
Греция и Италия являются союзниками по НАТО и поддерживают тесное военное сотрудничество. Комбинированные учения «Italic Weld» с участием военно-воздушных и военно-морских сил на севере Италии с участием США, Италии, Турции и Греции, что стало одним из первых учений, в которых была проверена подготовка новой итальянской армии.
Обе страны, наряду с США, также участвуют в крупномасштабных военных учениях, проводимых на ежегодной основе Израилем, не являющимся членом НАТО, под кодовым названием «Синиц флаг» и которые проходят в регионе Восточного Средиземноморья.
27 марта 2017 года Италия приняла участие в военных учениях «Iniochus 2017», которые ежегодно организуются Грецией вместе с США, Израилем и Объединёнными Арабскими Эмиратами.

## Культурное взаимодействие
В 1951 году в Венеции открылся Греческий институт византийских и поствизантийских исследований, который занимается изучением византийской и поствизантийской истории в Италии. «Istituto Italiano di Cultura di Atene» в Афинах способствует продвижению итальянской культуры в Греции.
В июле 2014 года официальная художественная выставка под названием «Италия — Греция: одно лицо, одна раса» была открыта в Риме по случаю перехода председательства в Совете ЕС от Греции к Италии. Название выставки отсылает к греческой поговорке «μια φάτσα μια ράτσα», которая часто используется в Греции и Италии для выражения восприятия близкого культурного родства между греками и итальянцами.

## Этнические меньшинства
Греки жили на юге Италии (Великая Греция) на протяжении тысячелетий, в настоящее время их называют «грико».

## Дипломатические представительства
- Греция имеет посольство в Риме[43].
- Италия содержит посольство в Афинах[44].